# ひな姫
ひな姫（ひなき）は、日本の漫画家。奈良県大和郡山市出身。男性。「竹中もとい」名義を使用していたこともある。
漫画のほか、キャラクターイラスト、デフォルメキャラクターデザインも行う。同人活動としてサークル"ゆずもなか"を主催。ツイキャス・YouTubeを使用した動画配信も行っている。

## 作品リスト

### 書籍
- あまはら君+（ミリオン出版、『おと☆娘』VOL.4 - vol.10、全1巻）
- 愛・リンカー（竹書房、『月刊キスカ』2014年2月号（創刊号） - 8月号、全1巻）
- あの鬼教師が僕の姉になるんですか?（原作：猫又ぬこ、キャラクター原案：へいろー、講談社、『少年マガジンエッジ』2021年9月号[1] - 2022年8月号、全3巻）
- くっ殺せの姫騎士となり、百合娼館で働くことになりました。（竹書房、『月刊キスカ』2021年11月号[2] - 2022年2月号（最終号[3]）→『WEBコミックガンマぷらす』[4]2022年2月11日[5] - 2025年1月21日[6]、全5巻）
- くっ殺せの姫騎士となり、百合娼館で働くことになりました。SP（竹書房、『同人誌』・『WEBコミックガンマぷらす』掲載番外編＋描き下ろし[7]、全1巻）

### 電子書籍
- そらにふれる（ミリオン出版、2014年）
- 性反対の彼女 全5巻（『モバMAN』、2016年 - 2017年）
- らびっとえんぜる（『月刊少年マガジン&GREAT』掲載）
- ラビット・エンゼル（『月刊少年マガジンGREAT』連載、マンガ図書館Zで電子書籍化）
- ぼく+（『月刊コミックボンボン』2005年5月号、マンガ図書館Zで電子書籍化）
- 強制癒し系オトコノ娘あまはら君（『mobaman-M』2016年、あまはら君+には未収録）
- 隠し属性・秘密のりんこ（『モバMAN』2018年）
- 黒ギャル忍法帖（『めちゃコミック』2019年）

### その他
- ぺぺんのぺんっ（『月刊少年マガジンGREAT』掲載）
- サクラメンタ（『月刊少年マガジンGREAT』連載）
- モンスターハンターオフィシャルアンソロジーコミックてんこ盛り！
  1. （2010.5月）
  2. おかわり（2010.8月）
  3. <3杯目>（2010.12月）
  4. <4杯目>（2011.3月）
- モンスターハンターポータブル3オフィシャルアンソロジーコミック 
  1. （2011.5月）
  2. （2011.7月）
  3. （2011.9月）
  4. （2011.11月）
  5. （2012.1月）
- モンスターハンター3Gオフィシャルアンソロジーコミック
  1. （2012.4月）
  2. （2012.6月）
  3. （2012.8月）
- お姉さんとオトコの娘アンソロジー（扉絵カラーイラスト、まおまゆ、せんせいのぼく1~3収録)（おと☆娘セレクション）（2012.9月）
- 妹（弟）コミックアンソロジー（2013.4.24)（はるなぎ20P）単行本
- 変身っ！なつきちゃんB96（モバMAN読み切り・50P）
- 橘リンカは化け猫です（月刊キスカ2014.10 読み切り24P）
- 或ツンデレさんのデートの前の一日（『月刊キスカ』2014年12月号、読み切り12P）

### イラスト
- 『モバMANコミック』vol.20表紙イラスト担当（2016年7月）
- 少年少女奇想ミステリ王国第1巻　西條八十集 イメージキャラクター
- 少年少女のためのミステリー超入門・表紙イラスト
- アニソンバー・モノクロームのイメージキャラクター、シャロンティンクリーちゃん（SD版を含む）